# Pietro Paolo Sensini
Pietro Paolo Sensini (né à Todi en 1555 et mort en 1632) est un peintre italien actif dans la peinture de retables religieux de style maniériste principalement dans sa ville natale de Todi et dans les villes voisines de l'Ombrie.

## Biographie
Pietro Paolo Sensini est né à Todi et a travaillé aux côtés de Ferraù Fenzoni,Bartolomeo Barbiani et Andrea Polinori . De 1585 à 1606, il crée  des fresques de lunettes pour le réfectoire du monastère SS. Annunziata à Todi  de l' Annonciation et de la Nativité (restaurées au XVIIIe siècle).
Le Museo Civico Pinacoteca de Todi conserve une Déposition de Sensini datant de 1608. 
Le sanctuaire de Santa Maria della Pace à Massa Martana conserve un Saint François en prière   et dans le Santuario della Madonna di Castelvecchio se trouve sur l'autel principal une Vierge à l'Enfant de 1581  et sur un autel latéral une peinture de saint Charles Borromée.
En 1615 il peint un deuxième San Carlo Borromeo  pour l'église San Lorenzo à Collazzone, qui abrite également une Adorazione dei Pastori (« Adoration des bergers »).
En 2021, l'Assomption de Marie au ciel  entourée des apôtres, datant 1596, a été  restaurée et placée dans la troisième chapelle du bas-côté droit de l'église San Fortunato à Todi. Sur le mur du fond, au centre, se trouve un retable représentant une Crucifixion avec saint Jean et la Vierge (1590). La Déposition de croix avec Marie entre les saints Antoine l'Abbé et Pierre l'Ermite de 1611 commandée par la Confraternita dei Calzolari, a été restaurée et placée dans l'église Sant'Antonio de Todi/